# Iraklij Cykolija
Iraklij Huramowycz Cykolija, ukr. Іраклій Гурамович Циколія (ur. 26 maja 1987 w Suchumi, Gruzińska SRR) – ukraiński piłkarz pochodzenia gruzińskiego, grający na pozycji obrońcy.

## Kariera piłkarska

### Kariera klubowa
Wychowanek klubu Dynamo Kijów, barwy którego bronił w juniorskich mistrzostwach Ukrainy (DJuFL). Karierę piłkarską rozpoczął 24 lipca 2004 w trzeciej drużynie Dynama. Latem 2006 odszedł do CSKA Kijów. Następnego lata wyjechał do Finlandii, gdzie potem występował w klubach KajHa, AC Oulu, Rovaniemen Palloseura i TP-47. W lutym 2010 podpisał kontrakt z kazachskim FK Taraz. Latem 2010 wrócił do Ukrainy, gdzie został piłkarzem Bukowyny Czerniowce. Potem grał w klubach Arsenał Biała Cerkiew, Naftowyk-Ukrnafta Ochtyrka i PFK Sumy. W lipcu 2018 zasilił skład gruzińskiego Kolcheti 1913 Poti. Na początku 2019 przeniósł się do Szewardeni-1906 Tbilisi.

### Kariera reprezentacyjna
W latach 2003–2005 bronił barw juniorskich reprezentacji Ukrainy.